# Ћ
Cette page contient des caractères spéciaux ou non latins. S’ils s’affichent mal (▯, ?, etc.), consultez la page d’aide Unicode.
Tié (capitale Ћ, minuscule ћ) est une lettre de l’alphabet cyrillique. Elle est utilisée dans la variante cyrillique de l’écriture du serbe et monténégrin, après té ‹ Т › dans l’ordre alphabétique. Elle représente le son /t͡ɕ/. Son équivalent dans l’alphabet latin serbe est Ć. Elle est aussi utilisée dans l’écriture du juhuri.

## Histoire
La lettre tié est déjà utilisée en serbe par Dositej Obradović au XVIIIe siècle, dérivée de la lettre dierv ‹ Ꙉ ꙉ ›, elle est popularisée par Vuk Stefanović Karadžić dans son dictionnaire en 1819. La lettre dié ‹ Ђ ђ ›, aussi utilisée en serbe, a été dérivé de la lettre tié par Karadžić.

## Représentations informatiques
Le tié peut être représenté avec les caractères Unicode (cyrillique) suivants :
| formes    | représentations | chaînes de caractères | points de code | descriptions                    |
| --------- | --------------- | --------------------- | -------------- | ------------------------------- |
| capitale  | Ћ               | Ћ                     | U+040B         | lettre majuscule cyrillique tié |
| minuscule | ћ               | ћ                     | U+045B         | lettre minuscule cyrillique tié |